# Macroglossum tenebrosa
Espèce
Macroglossum tenebrosa est une espèce de lépidoptères de la famille des Sphingidae, de la sous-famille des Macroglossinae, tribu des Macroglossini, sous-tribu des Macroglossina, et du genre Macroglossum.

## Description
L'imago
La partie supérieure de la tête et du thorax est verdâtre. Les tergites supérieurs de l'abdomen sont gris bleuté brillant lorsqu'ils sont éclairés latéralement, à l'exception de quelques taches noires. Il n'y a pas de taches blanches. Les extrémités des touffes latérales sont blanches. Les écailles de la brosse anale sont habituellement inclinées de couleur blanc chamoisé, mais parfois en grande partie noir avec les pointes légèrement fauves, parfois toutes noires chez les spécimens du Queensland. Le dessous des deux ailes est blanc bleuté à la base. Le dessus de l'aile postérieure est blanc bleuté près de l'angle anal, avec une strie blanc bleuté.
La chenille
Les chenilles sont blanches avec des rayures brunes et ont une tête et un thorax jaunes. L'épi de queue est long et noir, et s'incurve vers l'avant. Les vraies pattes sont noires et les fausses pattes sont jaunes avec des pointes noires.

## Répartition et habitat
Répartition
L'espèce est connue au Sulawesi, aux Moluques, dans l'archipel de Bismarck, aux îles Salomon et en Australie (Queensland).

## Systématique
L'espèce Macroglossum nubilum a été décrite par l'entomologiste Thomas Pennington Lucas en 1891. La localité type est le Queensland en Australie. 

### Synonymie
- Macroglossa splendens Butler, 1892